# Bauer Simon
Bauer Simon (Pest, 1851. április 21. – Lőcse, 1897. július 18.) állami főreáliskolai tanár, műfordító, az MTA levelező tagja, Balázs Béla, Bauer Ervin és Bauer Hilda édesapja.

## Élete
Szülei Bauer Ábrahám és Fischer Netti. Szülővárosban járt gimnáziumba, majd 1870-ben Bécsbe költözött, ahol 3 éven át német filológiát, bölcsészetet és pedagógiát tanult. Ezután egy éven át különböző városokban, Berlinben, Strasbourgban és Párizsban élt. 1874-ben visszatért Magyarországra, és tanári vizsgát, két év múlva pedig szigorlatot tett. Ekkortájt léphetett be az Árpád szabadkőműves páholyba, amelynek szegedi évei alatt tevékeny tagja volt, többször is megválasztották szónoknak és helyettes főmesternek. 1875. március 1-től 1890. június 30-ig a szegedi állami főreáliskola tanáraként dolgozott, ahol az 1889/1890-es tanévben egy kitűnően tanuló diákját az érettségi elnök megbuktatta, ő viszont nem kívánta aláírni a bizonyítványt, így büntetésből áthelyezték Lőcsére. Csupán kölcsönből volt képes családjával átköltözni, amelyet több évig törlesztett. Haláláról beszámolt a Vasárnapi Ujság, A lőcsei izraelita temetőben van eltemetve.
Cikkeket írt a Középiskolai Tanáregylet Közlönye, Magyar Zsidó Szemle, Magyar Tanügy, Szegedi Hiradó, Szegedi Napló és a Pester Lloyd számára.
Az 1884. június 30-án az iskolai záróünnepségen tartott beszéde az iskola értesítőjében jelent meg 1885-ben.

## Művei
- Gondolkodás és tudás. Szeged, 1876. (Különnyomat a szegedi reáliskola Értesítőjéből.)

### Műfordításai
- Goethe: Iphigenie auf Tauris (Bevezetéssel és magyarázó jegyzetekkel. Budapest, 1880. (Jeles Irók Iskolai Tára XIII.))
- Goethe: Egmont (Bevezetéssel és magyarázó jegyzetekkel. Budapest, 1887. (Jeles Irók Isk. Tára XXX. Ism. Egyet. Philol. Közlöny 1888.))
- Schiller: Die Braut von Messina (Magyarázta, Budapest, 1889. (Jeles Irók Isk. Tára 34.))
- Leibniz: Kisebb philosophiai művei, magyarra fordítva, egy bevezető tanulmánnyal L. élete és rendszeréről (Budapest, 1890. (Filosofiai Irók Tára, sajtó alatt))
- Schiller: Die Jungfrau von Orleans (Budapest, Lampel; 1891.)
- Molière: L'avare (Budapest, Franklin; 1893)
- Leibniz: Értekezések (Budapest, Franklin k.-ny., 1907.)